# Vanstraelenia
Vanstraelenia is een monotypisch geslacht van straalvinnige vissen uit de familie van eigenlijke tongen (Soleidae).

## Soort
- Vanstraelenia chirophthalma (Regan, 1915)